# Giulio Sauli
Giulio Sauli a été le 113e doge de Gênes du 12 octobre 1656 au 12 octobre 1658.